# Wendakker

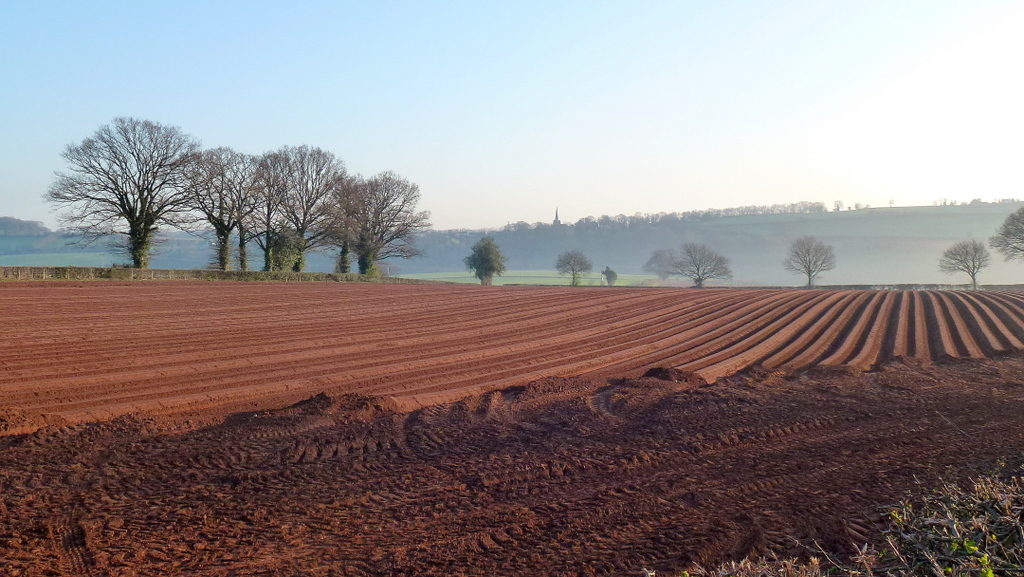
Onbewerkte wendakker op een gepoot bouwland in Linton, Verenigd Koninkrijk

Een kop- of wendakker is een gedeelte aan weerszijden van een bouw- of grasland waar trekdieren of tractoren aan het einde van een werkgang omdraaien. Deze stroken worden tijdens het vele draaien intensief bereden bij het uitvoeren van grondbewerking of gewasbescherming. In het geval dat een perceel rechthoekige van vorm is, lopen de werkgangen parallel met de twee langste zijden en bevinden de wendakkers zich bij de twee kortste zijden. Bij grondbewerking is de wendakker de strook die het laatst bewerkt wordt om op die manier de draaisporen erop uit te wissen en de akker netjes achter te laten. Sommige akkerbouwers laten de wendakkers braak liggen aangezien het gewas op deze strook minder opbrengt door de compactie van de tractorbanden. De breedte van een wendakker, ongeveer zes tot 12 meter, is vooral afhankelijk van hoeveel plaats nodig is bij het draaien van werkgang naar werkgang.
Figuur IFiguur I toont hoe de wendakker tijdens het ploegen van het perceel onbewerkt blijft zodat er geen geploegd land opnieuw bereden wordt bij het draaien na elke werkgang. Pas als alle werkgangen op het intensief gebruikte perceel afgewerkt zijn zal de landbouwer de wendakker haaks op het intensief gebruikte deel van het perceel ploegen.
Figuur IIFiguur II toont hoe de wendakker tijdens het poten van aardappelen pas als laatste aan de beurt kwam. Op die manier worden zo weinig mogelijk aardappelruggen kapot gereden. De term kop- of wendakker gaat hand in hand met ploegen, poten of andere grondbewerkingen aangezien andere landbouwwerkzaamheden, zoals maaien of schudden, de akker eerder spiraalvormig afwerken. Bij dit soort werkzaamheden heeft een wendakker nog weinig betekenis omdat het land vanaf de buitenste contour naar binnen wordt bewerkt.
Figuur IIIEen andere landbouwwerkzaamheid die gretig gebruikmaakt van de wendakkers is gewasbescherming. Tijdens bijvoorbeeld het sproeien tracht de landbouwer zo weinig mogelijk gewas omver te rijden. Daarom dient de wendakker, zoals getoond in figuur III, om van werkgang naar werkgang te draaien, en om op het einde terug naar de ingang van het perceel te rijden.

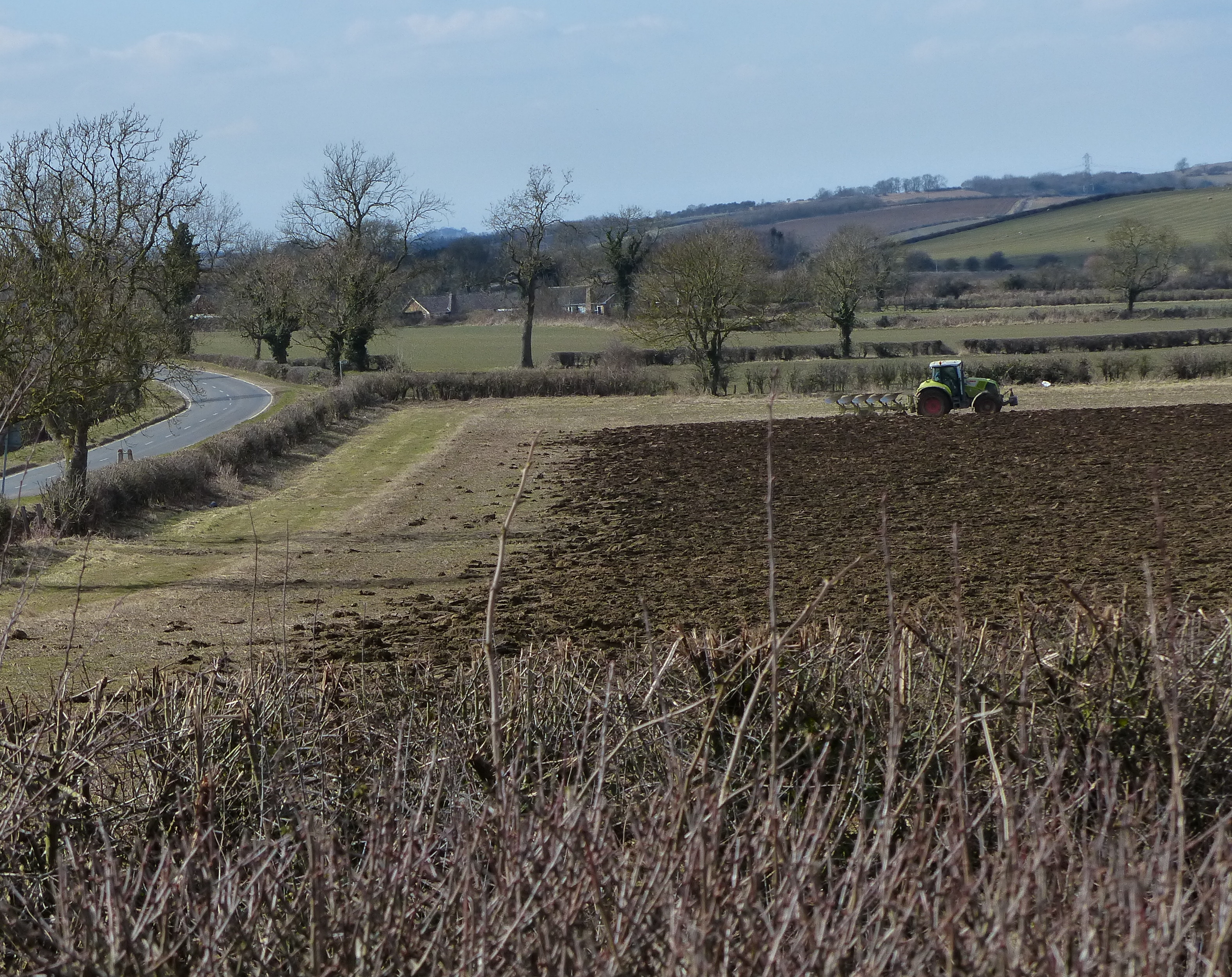
Figuur I: Onbewerkte wendakker op een geploegd bouwland in Market Harborough, Verenigd Koninkrijk
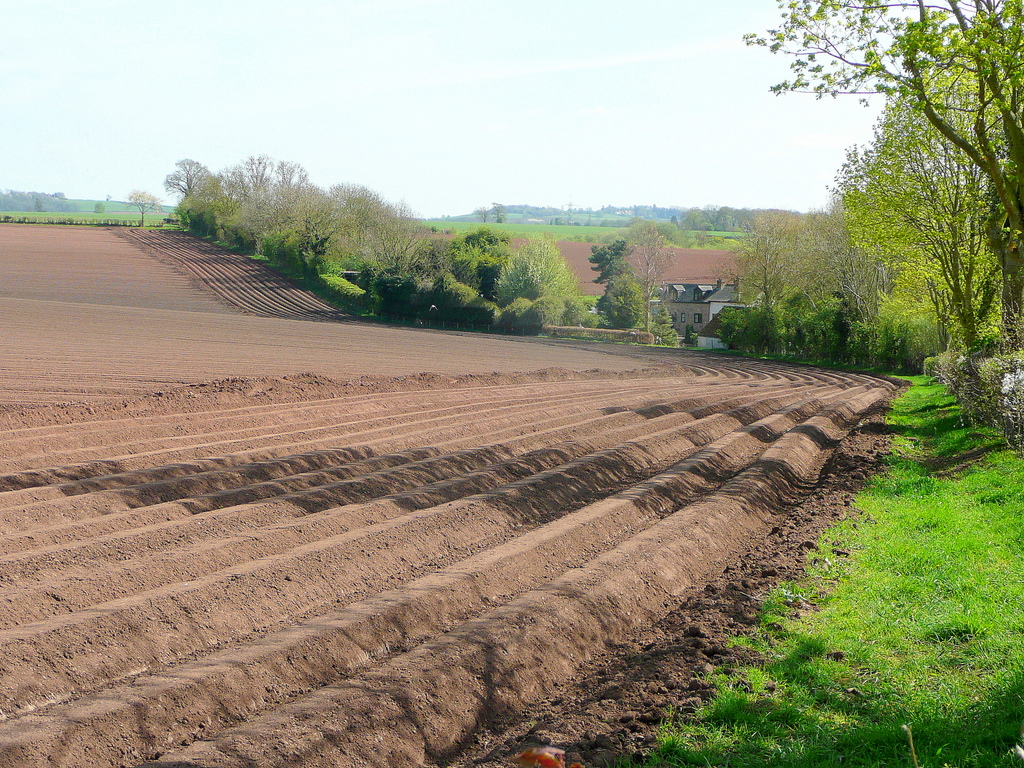
Figuur II: Gepootte wendakker op een bouwland in Herefordshire, Verenigd Koninkrijk
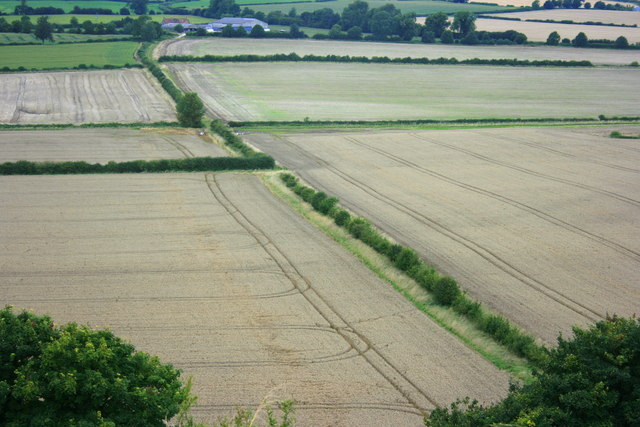
Figuur III: Gespoten wendakker op een perceel in Wiltshire, Verenigd Koninkrijk

Bij het bemesten van de landbouwgrond in het voorjaar kan de wendakker ook gebruikt worden voor de tijdelijke opslag van vaste mest. In het najaar kan de wendakker dan weer dienst doen als tijdelijke opslag voor bijvoorbeeld suikerbieten. Bij een boomgaard is er vaak aan weerszijden een wendakker aanwezig zodat machines plaats hebben om te kunnen draaien na elke werkgang.

## Galerij

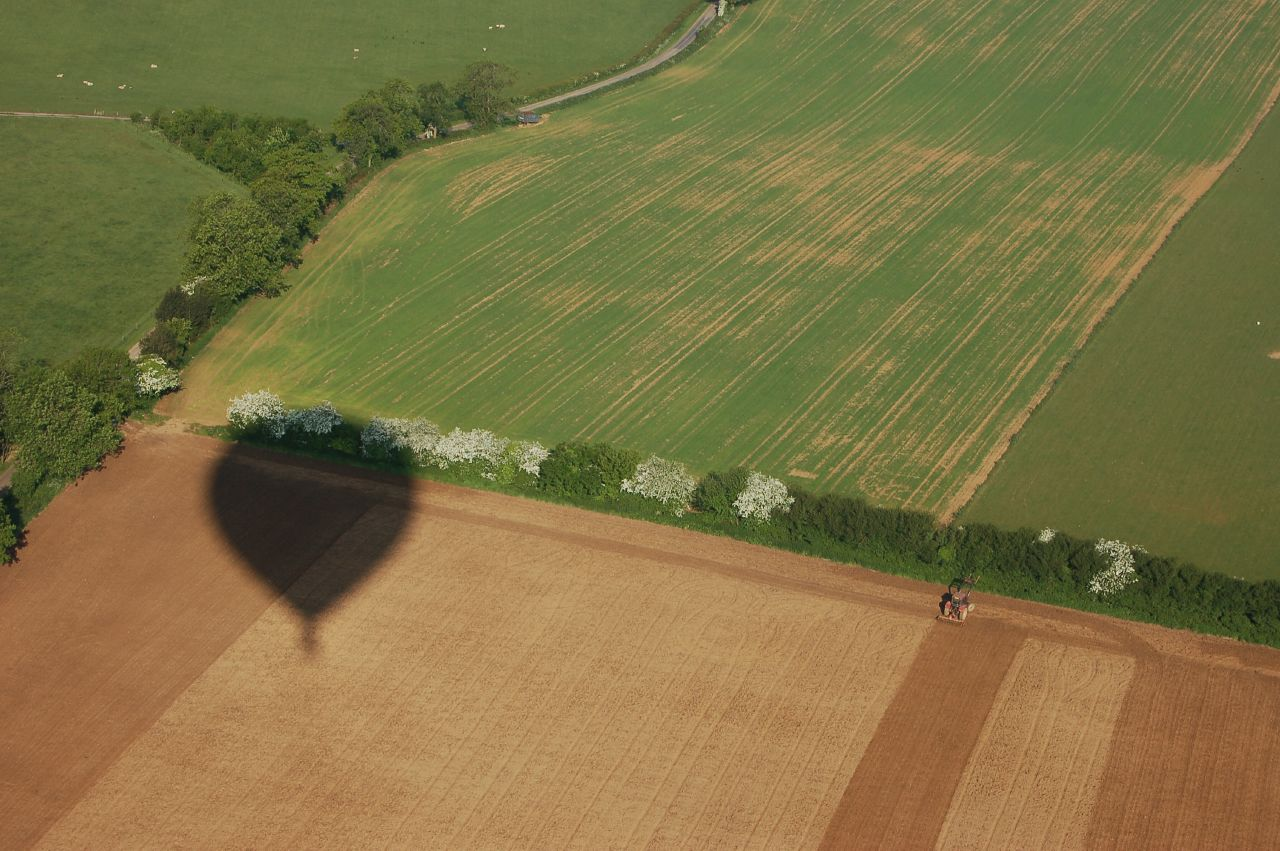
Onbewerkte wendakker op een bouwland in Blasingstoke, Verenigd Koninkrijk
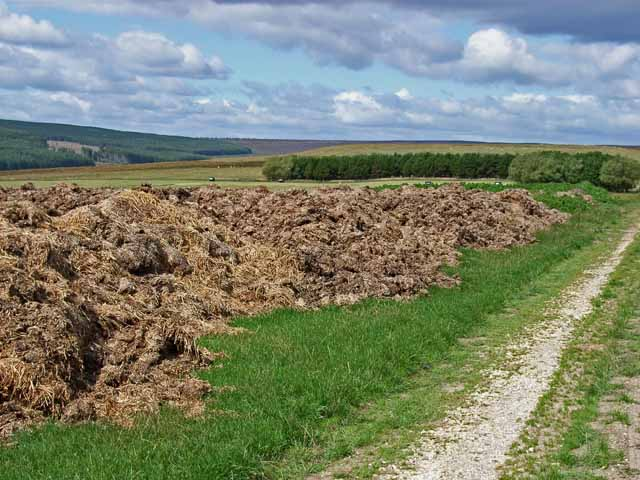
Wendakker die dient voor de opslag van mest in Harwood Dale, Verenigd Koninkrijk
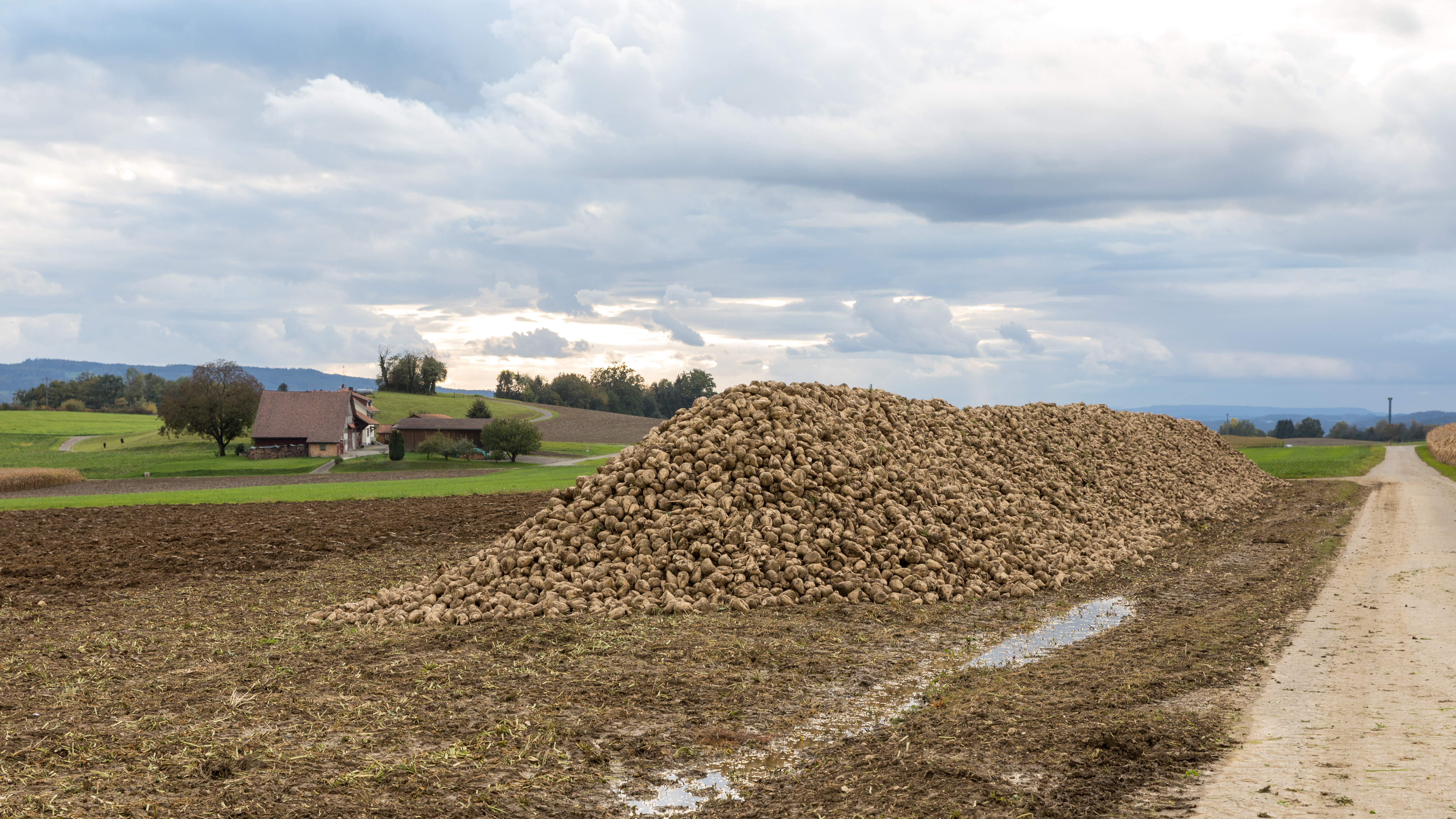
Wendakker die dient voor de opslag van suikerbieten in Thurgau, Zwitserland
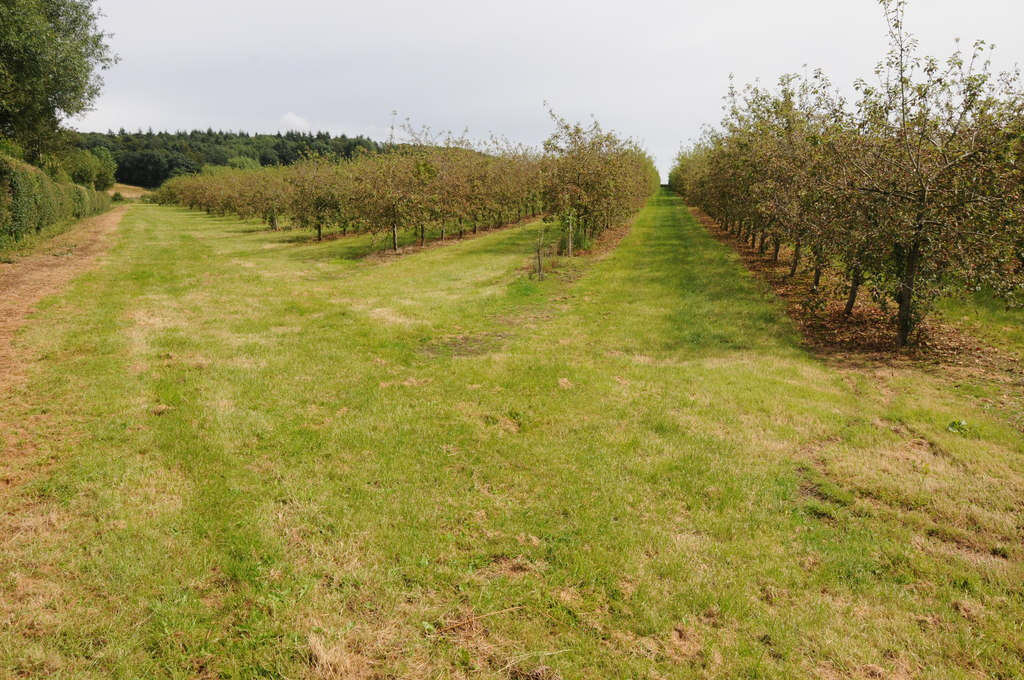
Wendakker op een boomgaard in Ashperton, Verenigd Koninkrijk